# احمق در اطراف
احمق در اطراف (به انگلیسی: Foolin' Around) فیلمی محصول سال ۱۹۸۰ و به کارگردانی ریچارد تی. هفرون است. در این فیلم بازیگرانی همچون گری بیوسی، انت اوتول، ادی آلبرت، تونی رندل، کلوریس لیچمن، جان کالوین، ویلیام اچ میسی، مایکل تالبوت، روی جنسن و جین لبل ایفای نقش کرده‌اند.